# Louise Simonson
Louise Simonson (nascida Mary Louise Alexander ; Atlanta,26 de setembro de 1946)  é uma roteirista e editora americana de quadrinhos, conhecida por seu trabalho em títulos como Power Pack, X-Factor, New Mutants, Superman: The Man of Steel e Steel . Ela é frequentemente referida pelo apelido de "Weezie". Entre os personagens que ela co-criou estão Cable, Steel, Power Pack, Rictor, Doomsday e o vilão dos X-Men Apocalypse .
Em reconhecimento às suas contribuições para os quadrinhos, a Comics Alliance listou Simonson como uma das doze cartunistas merecedoras de reconhecimento pelo conjunto da obra.

## Juventude e carreira pré-quadrinhos
Em 1964, enquanto cursava o Georgia State College, Louise conheceu o colega Jeff Jones . Os dois começaram a namorar e se casaram em 1966. Sua filha Julianna nasceu no ano seguinte. Após a formatura, o casal mudou-se para a cidade de Nova York. Louise foi modelo para a capa do artista Bernie Wrightson de House of Secrets # 92 da DC Comics (junho-julho de 1971), a primeira aparição de Swamp Thing e foi contratada pela McFadden-Bartell, uma  editora e distribuidora de revistas e lá trabalhou por três anos.  Ela e Jeff Jones se separaram durante esse tempo, mas ela continuou a usar o nome Louise Jones por vários anos depois.
Louise conheceu o escritor de quadrinhos e artista Walt Simonson em 1973, começou a namorar em agosto de 1974 e se casou em 1980. Eles colaboraram em X-Factor de 1988 a 1989, e fizeram uma pequena aparição no longa-metragem de Thor de 2011 juntos.

## Carreira

### Editora de quadrinhos
Em 1974, Jones iniciou sua carreira profissional em quadrinhos na Warren Publishing . Ela passou de assistente a editora sênior da linha de quadrinhos ( Creepy, Eerie e Vampirella ) antes de deixar a empresa no final de 1979.
Em janeiro de 1980, ela foi contratada pela Marvel Comics, onde  trabalhou mais uma vez como editora, mais notavelmente em Uncanny X-Men, que ela editou por quase quatro anos (# 137 – 182). Simonson (como "Louise Jones") editou outro título spin-off dos X-Men, The New Mutants, em sua estreia em 1983. Depois de deixar a série, ela teve uma "participação especial" em New Mutants # 21, desenhada como convidada para uma festa do pijama pelo artista Bill Sienkiewicz . Durante esse período, ela também editou os quadrinhos Star Wars e Indiana Jones da Marvel.
Em 2017, editou a história em quadrinhos Son of Shaolin para a Image Comics.

### Roteirista
No final de 1983, ela deixou seu trabalho de edição na Marvel para tentar escrever em tempo integral como Louise Simonson . Ela criou o Power Pack, vencedor do Eagle Award . O título, que estreou em agosto de 1984, apresentava as aventuras de quatro super-heróis pré-adolescentes. Simonson escreveu a maioria das primeiras quarenta edições do título, até mesmo colorindo uma edição (# 18). Seus outros trabalhos de roteiro na Marvel incluíram Starriors, Marvel Team-Up, Web of Spider-Man, e Red Sonja . Louise ajudou seu marido Walt Simonson a colorir sua história " Star Slammers " no Marvel Graphic Novel # 6 (1983).
Em 1986, Bob Layton, escritor do X-Men spin-off X-Factor, estava atrasado em um prazo, e Simonson foi chamada para escrever uma edição complementar do X-Factor . Essa história nunca foi publicada, já que Layton acabou entregando sua história no prazo, mas ao escrevê-la Simonson se sentiu inspirada pelos personagens, a ponto de trazer uma lista de suas ideias para o editor Bob Harras na esperança de que Layton pudesse usá-las na série. Em vez disso, Layton acabou abandonando o X-Factor logo depois, e por sugestão de Chris Claremont e Ann Nocenti, Harras escolheu Simonson como sua substituta.  Em # 6, sua primeira edição, ela e o artista Jackson Guice apresentaram Apocalypse, um personagem que faria repetidas aparições na franquia X-Men. Do # 10 do título, ela foi acompanhada por seu marido, Walt Simonson, nos lápis. Em # 25, os criadores deram ao personagem, Anjo, pele azul e asas de metal em um processo que o levou a ser renomeado como "Arcanjo". Foi por sugestão de Simonson que a ideia da história do " Massacre Mutante " do escritor dos X-Men, Chris Claremont, foi transformada em um crossover entre todos os "X-títulos", o primeiro desse tipo. Sua temporada no X-Factor incluiu as partes relevantes de "Mutant Massacre" e os crossovers subsequentes " Fall of the Mutants ", " Inferno " e " X-Tinction Agenda ". Ela terminou sua temporada no título com # 64 em 1991.
Em 1987, começando com a edição # 55, ela se tornou a roteirista de Novos Mutantes . Semelhante ao X-Factor, ela foi originalmente contratada como redatora substituta para que Chris Claremont pudesse lançar dois outros títulos, mas acabou escrevendo a série por três anos e meio, terminando com # 97 em 1991. Foi durante essa temporada que ela e o artista Rob Liefeld apresentaram Cable, outro personagem importante da franquia X-Men. Em 1988-89, ela e seu marido co-escreveram a série limitada Havok and Wolverine : Meltdown pintada por Jon J Muth e Kent Williams .
Em 1991, Simonson começou a escrever para a DC Comics . Ela, o artista Jon Bogdanove e o editor Mike Carlin lançaram um novo título do Superman, Superman: The Man of Steel - um título para o qual ela escreveu por oito anos até # 86 em 1999. Ela contribuiu para histórias como "Panic in the Sky" em 1992. Mais tarde naquele ano, Simonson (junto com Carlin, Dan Jurgens, Roger Stern e outros) foi uma dos principais arquitetos do enredo " A Morte do Superman ", no qual Superman morreu e ressuscitou. Foi durante essa história, em The Adventures of Superman # 500 (junho de 1993), que Simonson e Bogdanove apresentaram seu personagem Steel, que ganhou seu próprio título em fevereiro de 1994, com Simonson como roteirista até # 31 . O personagem participou de um longa-metragem homônimo estrelado por Shaquille O'Neal em 1997. Simonson foi uma de muitos criadores que trabalharam em Superman: The Wedding Album , one-shot de 1996 em que o personagem-título se casou com Lois Lane .
Em 1999, Simonson voltou à Marvel para escrever uma série de Warlock, que apresentava um personagem de sua temporada anterior em Novos Mutantes . No mesmo ano, ela escreveu uma minissérie, Galactus o Devorador, na qual Galactus morreu temporariamente. Em 2005, ela escreveu histórias com Magnus, Robot Fighter para a editora Ibooks, Inc. Em 2007, Simonson escreveu um one-shot estrelado por Magik dos Novos Mutantes como parte de um evento de quatro edições conhecido como Mystic Arcana . Em 2009, ela escreveu duas edições da Marvel Adventures com Thor . No ano seguinte, ela escreveu o roteiro da série limitada de cinco partes X-Factor Forever e se reuniu com June Brigman para uma nova história do Power Pack em Girl Comics # 3. Simonson também co-escreveu a HQ de World of Warcraft, baseada no jogo multijogadores da Internet, para a  Wildstorm, e um mangá, baseado no universo Warcraft, para  a Tokyopop . Em 2011, a DC contratou Louise Simonson para escrever DC Retroactive : Superman - The '90s, desenhado por seu colaborador do Homem de Aço Jon Bogdanove.
Simonson escreveu o capítulo "Five Minutes" na <i id="mw2w">Action Comics</i> # 1000 (junho de 2018)  e uma webcomic de doze partes para o filme de animação The Death of Superman . Em 2019, ela contribuiu com duas histórias para DC Primal Age # 1 e se juntou a June Brigman novamente para a one-shot Power Pack: Grow Up . Em 2020, ela escreveu o roteiro da adaptação cômica do romance de Leigh Bardugo Wonder Woman: Warbringer, bem como uma adaptação para os quadrinhos do filme Mulher Maravilha:1984 .

### Escritora de romances
De 1993 a 2009, ela escreveu cinco livros ilustrados e onze romances para leitores intermediários, muitos dos quais com personagens da DC Comics. Dois romances YA, Justice League : The Gauntlet e Justice League: Wild at Heart, publicados pela Bantam Books, foram baseados no desenho animado da Liga da Justiça. Ela escreveu um romance adulto do Batman e o livro de não ficção da DC Comics Covergirls .

## Prêmios
- Prêmio Eagle por Power Pack (1985)
- Prêmio do Comic Buyer'sGuides  por A Morte do Superman (1992)
- Prêmio Inkpot de Melhor Realização em Artes Cômicas (1992) [31]